# Liste der Biografien/De C
Liste der Biografien |
Portal Biografien |
C Personensuche
# |
A |
B |
C |
D |
E |
F |
G |
H |
I |
J |
K |
L |
M |
N |
O |
P |
Q |
R |
S |
T |
U |
V |
W |
X |
Y |
Z |
?
 
Da |
Db |
Dc |
Dd |
De |
Dg |
Dh |
Di |
Dj |
Dk |
Dl |
Dm |
Dn |
Do |
Dq |
Dr |
Ds |
Du |
Dv |
Dw |
Dy |
Dz
 
De A |
De B |
De C |
De D |
De E |
De F |
De G |
De H |
De J |
De K |
De L |
De M |
De N |
De P |
De Q |
De R |
De S |
De T |
De V |
De W |
De Y |
De Z 

Dea |
Deb |
Dec |
Ded |
Dee |
Def |
Deg |
Deh |
Dei |
Dej |
Dek |
Del |
Dem |
Den |
Deo |
Dep |
Deq |
Der |
Des |
Det |
Deu |
Dev |
Dew |
Dex |
Dey |
Dez
Die Liste der Biografien führt alle Personen auf, die in der deutschsprachigen Wikipedia einen Artikel haben. Dieses ist eine Teilliste mit 119 Einträgen von Personen, deren Namen mit den Buchstaben „De C“ beginnt.

## De C

### De Ca
- De Cabooter, Arthur (1936–2012), belgischer Radrennfahrer
- De Caestecker, Iain (* 1987), britischer Schauspieler
- De Caigny, Tine (* 1997), belgische Fußballspielerin
- De Cal, Margherita (* 1950), italienische Judoka
- De Caluwé, Edgard (1913–1985), belgischer Radsportler
- de Camargo, Igor (* 1983), brasilianisch-belgischer Fußballspieler
- De Camborne Lucy, Belinda (* 1976), britische Politikerin (Brexit Party)
- De Camilli, Pietro (* 1947), italienisch-amerikanischer Biologe
- De Campo, Seve (* 1998), australischer Skilangläufer
- De Candia, Gianluca (* 1983), italienischer römisch-katholischer Theologe
- De Candido, Rino (* 1954), italienischer Radrennfahrer
- De Canio, Luigi (* 1957), italienischer Fußballspieler und -trainer
- De Cardi, Beatrice (1914–2016), britische Vorderasiatische Archäologin
- De Carli, Dona (* 1950), Schweizer Künstlerin
- De Carlo, Andrea (* 1952), italienischer Schriftsteller
- De Carlo, Giancarlo (1919–2005), italienischer Architekt und Architekturprofessor
- De Carlo, Yvonne (1922–2007), kanadisch-US-amerikanische SchauspielerinYvonne De Carlo (1922–2007)

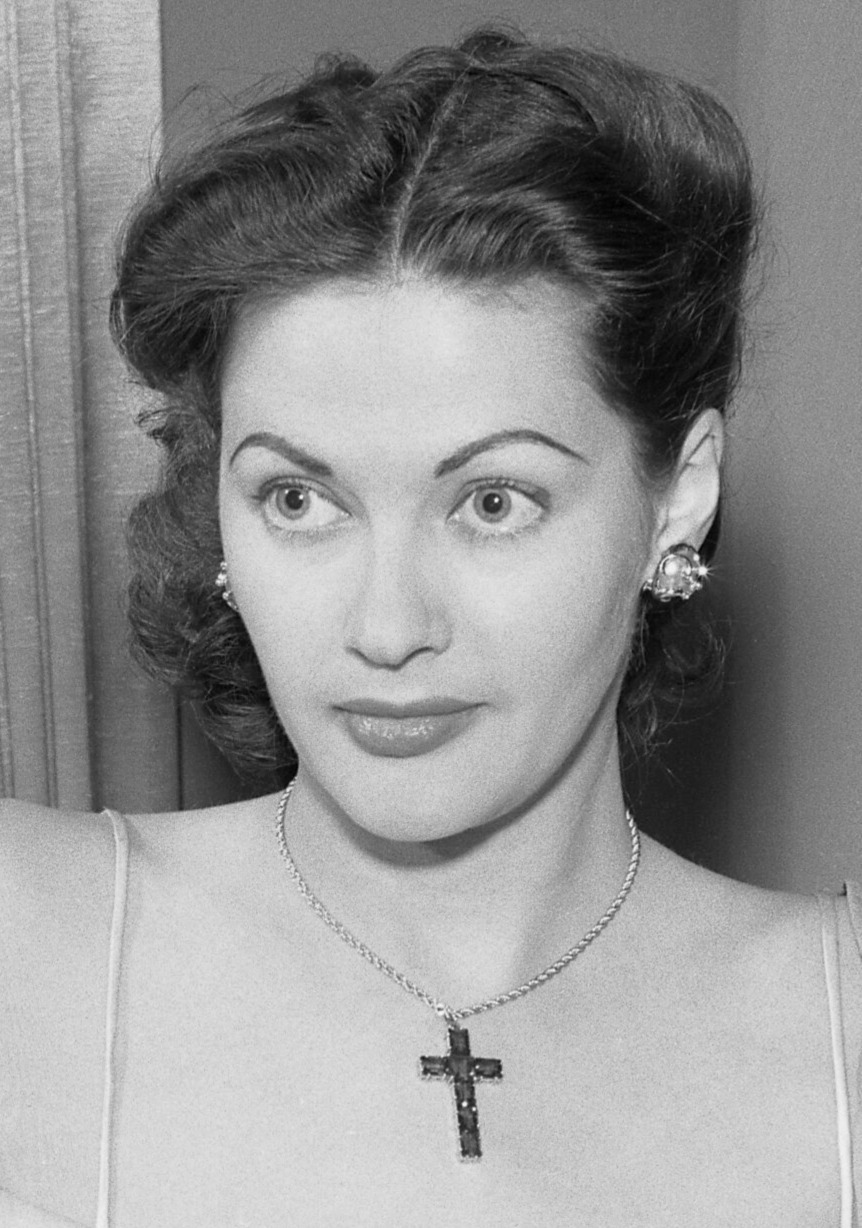
Yvonne De Carlo (1922–2007)

- De Carmine, Renato (1923–2010), italienischer Schauspieler und Synchronsprecher
- De Caro, Lucio (* 1922), italienischer Drehbuchautor und Filmregisseur
- De Caro, Marino Massimo (* 1973), italienischer Antiquar, Bibliothekar, Hochstapler und Kunstfälscher
- De Caro, Raffaele (1883–1961), italienischer Politiker
- De Carolis, Cinzia (* 1960), italienische Schauspielerin und Synchronsprecherin
- De Carolis, Giovanni (* 1984), italienischer Boxer
- De Carolis, Vincenzo, italienischer Filmregisseur und Drehbuchautor
- De Carvalho, Michel (* 1944), britischer Rennrodler und Schauspieler
- De Cassan, Davide (* 2002), italienischer Radrennfahrer
- De Casseres, Keith (1910–2003), jamaikanischer Sportschütze
- De Castella, Robert (* 1957), australischer Langstreckenläufer
- de Castro, Jean, franko-flämischer Komponist und Kapellmeister der Renaissance
- De Castro, Morris Fidanque (1902–1966), US-amerikanischer Politiker
- De Castro, Paolo (* 1958), italienischer Politiker (PD), Landwirtschaftsminister, MdEP
- De Castro, Teresita (* 1948), philippinische Juristin
- De Cat, Nathan (* 2008), belgischer Fußballspieler
- De Cataldo, Giancarlo (* 1956), italienischer Richter und Autor von KriminalromanenGiancarlo De Cataldo (* 1956)

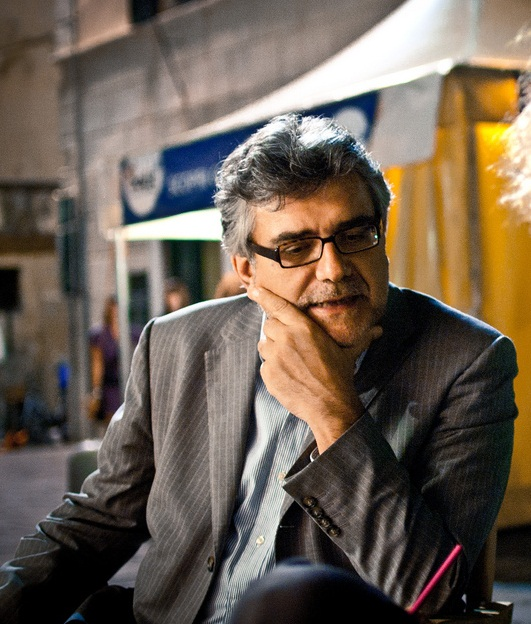
Giancarlo De Cataldo (* 1956)

- De Caters, Pierre (1875–1944), belgischer Auto- und Motorbootrennfahrer, Flugpionier und Unternehmer
- De Cauter, Koen (* 1950), belgischer Jazzmusiker (Gitarre, Saxophon) und Chansonsänger
- De Cauwer, Emile Pierre Joseph (1827–1873), belgischer Architektur- und Vedutenmaler
- De Cauwer, José (* 1949), belgischer Radrennfahrer

### De Ce
- De Ceglie, Paolo (* 1986), italienischer Fußballspieler
- De Censi, Ugo (1924–2018), italienisch-peruanischer Salesianer und Gründer einer Hilfsorganisation
- De Cesare, Carlo (1824–1882), italienischer Nationalökonom und Politiker, Mitglied der Camera dei deputati
- De Cesare, Michelina (1841–1868), sizilianische Brigantessa
- De Cesaris, Andrea (1959–2014), italienischer AutomobilrennfahrerAndrea de Cesaris (1959–2014)

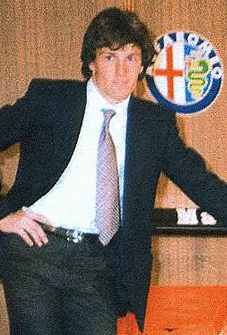
Andrea de Cesaris (1959–2014)

- De Cesco, Federica (* 1938), Schweizer Schriftstellerin
- De Ceuninck, Armand (1858–1935), belgischer Generalleutnant, Kriegsminister

### De Ch
- de Changy, Alain (1922–1994), belgischer Autorennfahrer
- De Chatelain, Clara (1807–1876), englische Schriftstellerin, Komponistin und Übersetzerin
- de Chaunac, Sébastien (* 1977), französischer Tennisspieler
- De Chiara, Franco (* 1948), italienischer Filmschaffender und Autor
- De Chiara, Ghigo (1921–1995), italienischer Dramatiker, Regisseur, Theaterkritiker und Drehbuchautor
- De Chiesa, Paolo (* 1956), italienischer Skirennläufer
- De Chirico, Giorgio (1888–1978), italienischer Maler und GrafikerGiorgio de Chirico (1888–1978)

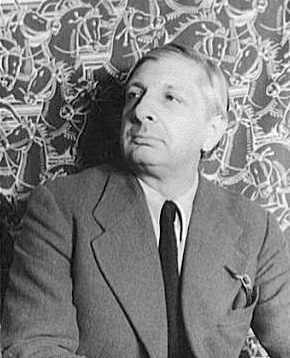
Giorgio de Chirico (1888–1978)

### De Cl
- De Clare, Thomas, Lord of Thomond († 1287), anglo-irischer Adliger
- De Clare, William (1228–1258), englischer Ritter
- de Cleene, Noël (1870–1942), belgischer römisch-katholischer Ordensgeistlicher und Apostolischer Vikar von Léopoldville
- de Clerck, Jean (1902–1978), belgischer Brauwissenschaftler
- De Clerck, Stefaan (* 1951), belgischer Politiker
- De Clercq, Bart (* 1986), belgischer Radrennfahrer
- De Clercq, Eric (* 1967), belgischer Radrennfahrer
- De Clercq, Erik (* 1941), belgischer Virologe und Mediziner
- De Clercq, Hans (* 1969), belgischer Radsportler
- De Clercq, Jean (1905–1984), belgischer Fußballspieler
- De Clercq, Katrijn (* 2002), belgische Radsportlerin
- De Clercq, Mario (* 1966), belgischer Radsportler
- De Clercq, Peter (* 1966), belgischer Radrennfahrer
- De Clercq, René (1945–2017), belgischer Radrennfahrer, Weltmeister im Radsport
- De Clercq, Willy (1927–2011), belgischer liberaler Politiker, MdEP
- De Cleyn, Bert (1917–1990), belgischer Fußballspieler
- De Clifford, Maud, englische Adlige

### De Co
- De Cobham, Henry († 1339), englischer Adliger
- de Cock de Rameyen, Nicolas (* 1938), belgischer Ritter des Malteserordens, Präsident von Malteser International
- De Cock, André (1880–1964), belgischer Philatelist
- De Cock, César (1823–1904), belgischer Landschaftsmaler in Frankreich
- De Cock, Niki (* 1985), belgische Fußballspielerin
- De Cock, Olivier (* 1975), belgischer Fußballspieler
- De Cock, Oscar (* 1881), belgischer Ruderer
- De Cock, Xavier (1818–1896), belgischer Tiermaler
- De Coene, Jean-Henri (1798–1866), belgischer Maler von Genreszenen und Landschaften sowie Kunstpädagoge
- De Cola, Luisa (* 1960), italienische Chemikerin und Hochschullehrerin
- De Combe, Joseph (1901–1965), belgischer Schwimmer und Wasserballspieler
- De Concini, Corrado (* 1949), italienischer Mathematiker
- De Coninck, Frank (1945–2022), belgischer Botschafter
- De Coninck, Monica (* 1956), belgische Politikerin und Ministerin
- De Coninck, Roger (* 1939), belgischer Radrennfahrer
- De Coninck, Wim (* 1959), belgischer Fußballspieler, -trainer und -funktionär
- De Cora, Angel (1871–1919), amerikanische Künstlerin und Illustratorin vom Stamm der Winnebago
- De Cordier, Thierry (* 1954), belgischer Maler
- De Cordova, Marsha (* 1976), britische Politikerin der Labour Party und Abgeordnete im House of Commons
- De Cordova-Reid, Bobby (* 1993), jamaikanischer Fußballspieler
- de Corte, Erik (* 1941), belgischer Pädagoge
- De Corte, Roger (1923–2010), belgischer Radrennfahrer
- De Cosmos, Amor (1825–1897), kanadischer Politiker und Journalist
- De Coster, Charles (1827–1879), belgischer SchriftstellerCharles De Coster (1827–1879)

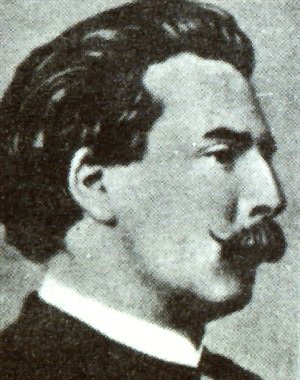
Charles De Coster (1827–1879)

- De Coster, Corneel (1912–1985), belgischer Radrennfahrer
- De Coster, Frans (1922–2014), belgischer Radrennfahrer
- De Coster, Saskia (* 1976), belgische Schriftstellerin
- De Cottignon, französischer Segler
- de Courtenay, Thomas, 5. Earl of Devon (1414–1458), englischer Adliger und Magnat
- De Coventre, Walter († 1371), schottischer Geistlicher

### De Cr
- De Craecker, Joseph (1891–1975), belgischer Degenfechter
- De Craene, Stefaan (* 1961), belgischer Radrennfahrer
- De Creeft, José (1884–1982), US-amerikanischer Bildhauer
- De Crem, Nicolas (* 1990), belgischer Autorennfahrer
- De Crem, Pieter (* 1962), belgischer Minister und Bürgermeister
- De Crescenzo, Luciano (1928–2019), italienischer Schriftsteller und FilmregisseurLuciano De Crescenzo (1928–2019)

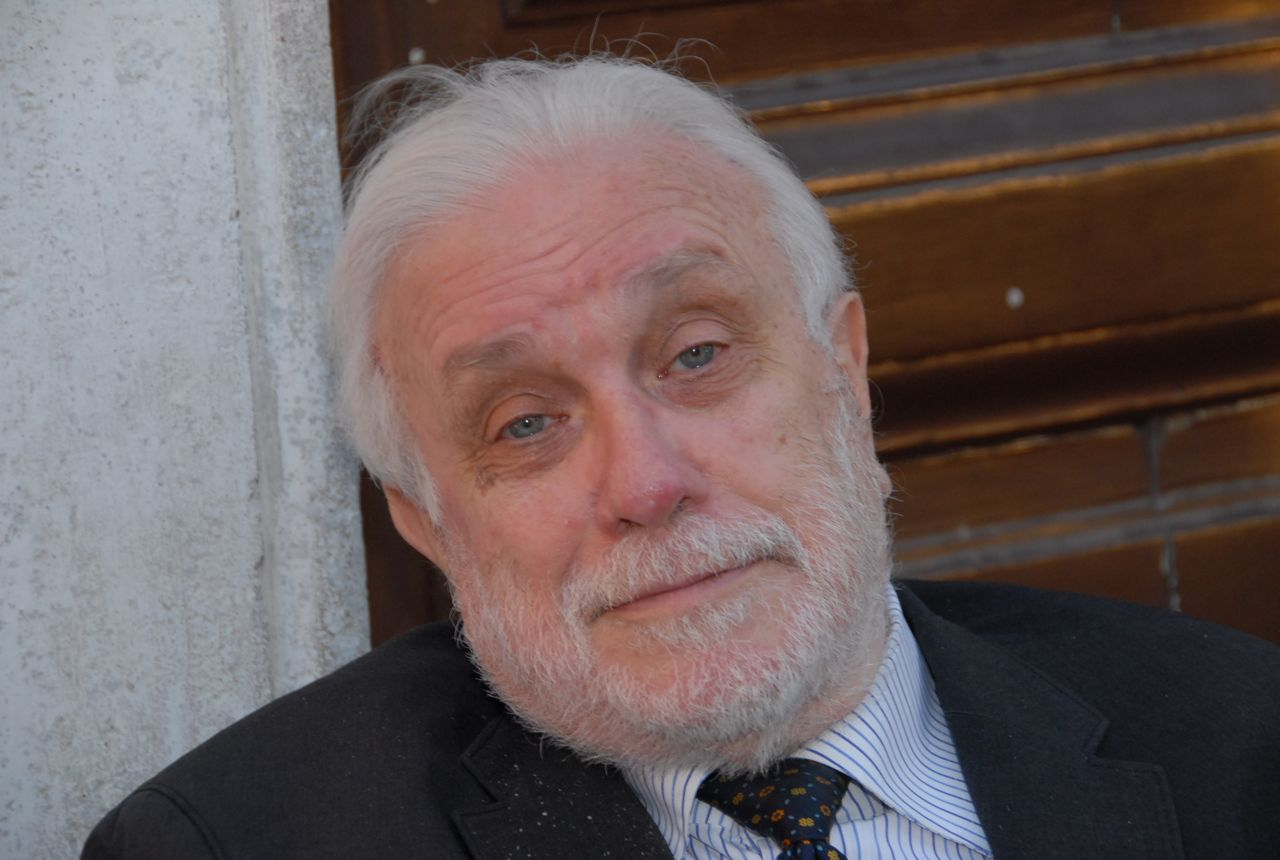
Luciano De Crescenzo (1928–2019)

- de Crespigny, Rafe (* 1936), australischer Sinologe
- De Crignis, Alessio (* 1990), italienischer Skispringer
- De Crignis, Leo (* 1952), italienischer Skispringer und Nordischer Kombinierer
- de Croes, Henri-Jacques († 1786), Barockkomponist
- De Croo, Alexander (* 1975), belgischer Politiker und Unternehmer
- De Croo, Herman (* 1937), belgischer Politiker
- De Croÿ, Marie (1875–1968), belgische Adlige und Widerstandskämpferin in den beiden Weltkriegen
- De Croÿ, Réginald (1878–1961), belgischer Diplomat

### De Cu
- de Cubber, Daniël (* 1954), belgischer Fußballspieler
- De Cumont, Charles (1902–1990), belgischer Generalleutnant
- de Cunsel, Herman-Lucien (1907–1971), belgischer Maler
- De Cupis, Giovanni Domenico (1493–1553), italienischer Kardinal
- De Curtis, Ernesto (1875–1937), italienischer Komponist
- De Cuyper, Maxim (* 2000), belgischer Fußballspieler